# Jim Backus
James Gilmore Backus, detto Jim (Cleveland, 25 febbraio 1913 – Los Angeles, 3 luglio 1989), è stato un attore statunitense.

## Biografia
Dopo aver frequentato la scuola di formazione nella natia città di Cleveland, si iscrisse all'Accademia americana di arti drammatiche. Nel frattempo strinse amicizia con diversi futuri colleghi, come il commediografo e regista Garson Kanin e l'attore Keenan Wynn.
Divenne presto uno dei pochi attori ad apparire sia al cinema, che alla televisione e alla radio, eccellendo anche nel doppiaggio di cartoni animati. Dopo aver partecipato ad alcuni cortometraggi, esordì nel 1949 sul grande schermo prendendo parte al film One Last Fling. Apparve in numerose pellicole a cavallo tra gli anni quaranta e cinquanta, tra le quali Il grande amante (1949), I milionari a New York (1950), I misteri di Hollywood (1951), La casa del corvo (1951), Il suo tipo di donna (1951), Vittoria sulle tenebre (1951), L'uomo di ferro (1951), La tua bocca brucia (1952), L'ultima minaccia (1952), Lui e lei (1952), La giungla del quadrato (1955), Tutte le ragazze lo sanno (1959), Il selvaggio e l'innocente (1959).
Al contempo prestò la voce al personaggio di Mr. Magoo, protagonista di numerosi cortometraggi animati. In questo ruolo acquistò grande fama durante gli anni cinquanta. Nella prima metà del decennio interpretò inoltre il giudice Bradley Stevens nella serie I Married Joan, recitando in circa 100 episodi. Nel 1955 lavorò in un classico del cinema, Gioventù bruciata, in cui interpretò il padre di Jim Stark (James Dean). Intensificò il suo ruolo di doppiatore di cortometraggi di Mr. Magoo sul finire del decennio, mentre di tale personaggio venne realizzata una serie nel 1960, a cui egli contribuì con circa 130 episodi.
Nel biennio 1960-1961 fu Mike O'Toole nella serie Hot Off the Wire (39 episodi). Continuò il suo lavoro parallelo al cinema e in sala di doppiaggio durante gli anni sessanta. Apparve in Mia moglie ci prova (1963), Questo pazzo, pazzo, pazzo, pazzo mondo (1963), Letti separati (1963), Una domenica a New York (1963), A braccia aperte (1965), Che cosa hai fatto quando siamo rimasti al buio? (1968), Spruzza, sparisci e spara (1972), Una ragazza molto brutta (1973) e altri film. Nel periodo 1964-1965 fu di nuovo la voce di Mr. Magoo nella serie The Famous Adventures of Mr. Magoo.
Dal 1964 al 1967 interpretò un altro dei personaggi per cui è maggiormente conosciuto, ossia Thurston Howell III nella serie televisiva L'isola di Gilligan. Nella stagione 1968-1969 recitò nella serie televisiva Blondie. Apparve ancora in molti film per il cinema, per la televisione e serie TV negli anni seguenti. Nel 1977 venne realizzata un'altra serie di Mr. Magoo dal titolo What's New, Mr. Magoo? (16 episodi). Interpretò il Presidente degli Stati Uniti nel film Comiche dell'altro mondo (1982), che fu una delle sue ultime apparizioni.
Sposato dal 1943 con Henny Backus, morì all'età di 76 anni a Los Angeles.

## Filmografia parziale

### Cinema
- Il gigante di New York (Easy Living), regia di Jacques Tourneur (1949)
- Il grande amante (The Great Lover), regia di Alexander Hall (1949)
- I milionari a New York (Ma and Pa Kettle Go to Town), regia di Charles Lamont (1950)
- I clienti di mia moglie (Emergency Wedding), regia di Edward Buzzell (1950)
- La città del terrore (The Killer That Stalked New York), regia di Earl McEvoy (1950)
- Mi svegliai signora (Half Angel), regia di Richard Sale (1951)
- I misteri di Hollywood (Hollywood Story), regia di William Castle (1951)
- Vittoria sulle tenebre (Bright Victory), regia di Mark Robson (1951)
- L'uomo di ferro (Iron Man), regia di Joseph Pevney (1951)
- Il suo tipo di donna (His Kind of Woman), regia di John Farrow e, non accreditato, Richard Fleischer (1951)
- La casa del corvo (The Man with a Cloak), regia di Fletcher Markle (1951)
- I'll See You in My Dreams, regia di Michael Curtiz (1951)
- Di fronte all'uragano (I Want You), regia di Mark Robson (1951)
- L'ultima minaccia (Deadline - U.S.A.), regia di Richard Brooks (1952)
- Lui e lei (Pat and Mike), regia di George Cukor (1952)
- La tua bocca brucia (Don't Bother to Knock), regia di Roy Ward Baker (1952)
- Androclo e il leone (Androcles and the Lion), regia di Chester Erskine e, non accreditato, Nicholas Ray (1952)
- Seduzione mortale (Angel Face), regia di Otto Preminger (1952)
- Il prezzo del dovere (Above and Beyond), regia di Melvin Frank e Norman Panama (1952)
- I Love Melvin, regia di Don Weis (1953)
- Geraldine, regia di R.G. Springsteen (1953)
- Così parla il cuore (Deep in My Heart), regia di Stanley Donen (1954)
- Francis in the Navy, regia di Arthur Lubin (1955)
- Gioventù bruciata (Rebel Without a Cause), regia di Nicholas Ray (1955)
- La giungla del quadrato (The Square Jungle), regia di Jerry Hopper (1955)
- Donne... dadi... denaro! (Meet Me in Las Vegas), regia di Roy Rowland (1956)
- Colline nude (The Naked Hills), regia di Josef Shaftel (1956)
- Sesso debole? (The Opposite Sex), regia di David Miller (1956)
- La ragazza che ho lasciato (The Girl He Left Behind), regia di David Butler (1956)
- Sì, signor generale (Top Secret Affair), regia di Henry C. Potter (1957)
- Eighteen and Anxious, regia di Joe Parker (1957)
- L'alto prezzo dell'amore (The High Cost of Loving), regia di José Ferrer (1958)
- Macabro (Macabre), regia di William Castle (1958)
- Tutte le ragazze lo sanno (Ask Any Girl), regia di Charles Walters (1959)
- Il selvaggio e l'innocente (The Wild and the Innocent), regia di Jack Sher (1959)
- Corruzione nella città (The Big Operator), regia di Charles F. Haas (1959)
- La moglie sconosciuta (A Private's Affair), regia di Raoul Walsh (1959)
- Lo zar dell'Alaska (Ice Palace), regia di Vincent Sherman (1960)
- Caccia al tenente (The Horizontal Lieutenant), regia di Richard Thorpe (1962)
- Venere in pigiama (Boys' Night Out), regia di Michael Gordon (1962)
- Avventura nella fantasia (The Wonderful World of the Brothers Grimm), regia di Henry Levin e George Pal (1962)
- I commandos dei mari del sud (Operation Bikini), regia di Anthony Carras (1963)
- I miei sei amori (My Six Loves), regia di Gower Champion (1963)
- Mia moglie ci prova (Critic's Choice), regia di Don Weis (1963)
- Johnny Cool, messaggero di morte (Johnny Cool), regia di William Asher (1963)
- Questo pazzo, pazzo, pazzo, pazzo mondo (It's a Mad, Mad, Mad, Mad World), regia di Stanley Kramer (1963)
- Una domenica a New York (Sunday in New York), regia di Peter Tewksbury (1963)
- Letti separati (The Wheeler Dealers), regia di Arthur Hiller (1963)
- Compagnia di codardi? (Advance to the Rear), regia di George Marshall (1964)
- A braccia aperte (John Goldfarb, Please Come Home!), regia di J. Lee Thompson (1965)
- Un leone nel mio letto (Fluffy), regia di Earl Bellamy (1965)
- E venne la notte (Hurry Sundown), regia di Otto Preminger (1967)
- Che cosa hai fatto quando siamo rimasti al buio? (Where Were You When the Lights Went Out?), regia di Hy Averback (1968)
- L'incredibile casa in fondo al mare (Hello Down There), regia di Jack Arnold e Ricou Browning (1969)
- Il caso Myra Breckinridge (Myra Breckinridge), regia di Michael Sarne (1970)
- Spruzza, sparisci e spara (Now You See Him, Now You Don't), regia di Robert Butler (1972)
- Assassinio all'aeroporto (Friday Foster), regia di Arthur Marks (1975)
- Elliott, il drago invisibile (Pete's Dragon), regia di Don Chaffey (1977)
- Angels' Brigade, regia di Greydon Clark (1979)
- Comiche dell'altro mondo (Slapstick (Of Another Kind)), regia di Steven Paul (1982)

### Televisione
- TV Reader's Digest – serie TV, episodio 2x07 (1955)
- Conflict – serie TV, episodio 1x03 (1956)
- Climax! – serie TV, episodio 3x24 (1957)
- Goodyear Theatre – serie TV, episodio 2x10 (1959)
- Indirizzo permanente (77 Sunset Strip) – serie TV, episodio 2x15 (1960)
- Maverick – serie TV, episodio 5x04 (1961)
- Follow the Sun – serie TV, episodio 1x26 (1962)
- The Dick Powell Show – serie TV, episodio 2x25 (1963)
- La legge di Burke (Burke's Law) – serie TV, episodi 1x02-1x20-2x02 (1963-1964)
- Sotto accusa (Arrest and Trial) – serie TV, episodio 1x30 (1964)
- Missione segreta (Espionage) – serie TV, episodio 1x24 (1964)
- Una famiglia... si fa per dire (Accidental Family) – serie TV, episodio 1x10 (1967)
- Le spie (I Spy) – serie TV, episodio 3x20 (1968)
- Selvaggio west (The Wild Wild West) – serie TV, episodio 4x17 (1969)
- Una ragazza molto brutta (The Girl Most Likely To...), regia di Lee Philips – film TV (1973)
- Ellery Queen – serie TV, episodio 1x08 (1975)
- Charlie's Angels – serie TV, episodi 2x03-2x04 (1977)
- Fantasilandia (Fantasy Island) – serie TV, un episodio (1978)
- Il pianeta delle 1000 avventure (Gilligan's Planet) – serie TV, 13 episodi (1982)
- L'isola di Gilligan (Gilligan's Island) – serie TV, 99 episodi (1964-1992)

## Doppiatori italiani
Nelle versioni in italiano delle opere in cui ha recitato, Jim Backus è stato doppiato da:
- Carlo Romano ne La casa del corvo, I misteri di Hollywood, Sì signor generale, La moglie sconosciuta, Tutte le ragazze lo sanno, L'uomo di ferro
- Bruno Persa ne L'alto prezzo dell'amore, Donne dadi denaro, La tua bocca brucia, Letti separati, Che cosa hai fatto quando siamo rimasti al buio?
- Giorgio Capecchi ne Il gigante di New York, Il selvaggio e l'innocente, Lo zar dell'Alaska
- Emilio Cigoli in Gioventù bruciata, La ragazza che ho lasciato
- Manlio Busoni in Colline nude, Johnny Cool, messaggero di morte
- Stefano Sibaldi ne Il grande amante
- Renato Turi ne I milionari di New York
- Luigi Pavese in Mi svegliai signora
- Lauro Gazzolo ne L'ultima minaccia
- Mario Besesti ne La giungla del quadrato
- Pino Ferrara in Una ragazza molto brutta
- Sergio Fiorentini in Ellery Queen
- Adolfo Geri in Charlie's Angels
- Mario Milita in CHiPs

Da doppiatore è sostituito da:
- Gino Pagnani ne L'isola delle mille avventure, Il pianeta delle mille avventure
- Oreste Lionello in Plutopia (ed. 1964)
- Franco Latini in Plutopia (ed. 1985)
- Elio Pandolfi in Plutopia (ed. 1986)
- Massimo Corvo in Plutopia (ed. 1990)

Come voce di Mr. Magoo, è sostituito in italiano dapprima da Lauro Gazzolo, poi da Carlo Romano. Nei ridoppiaggi e cortometraggi più recenti, le voci sono di Mario Milita e Michele Kalamera.